# Andrew Pitt (motociclista)
Andrew Pitt (New South Wales, 19 de Fevereiro de 1976) é um motociclista australiano que atualmente disputa o mundial de MotoGP pela equipe Ilmor.